# Маларек: Парень, которому повезло
«Маларек: Парень, которому повезло» (англ. Malarek: A Street Kid Who Made It) — кинофильм режиссёра Роджера Кардинала. Основан на реальных событиях.

## Сюжет
Виктор Маларек, молодой репортёр из газеты «Монреаль Стар», становится свидетелем гибели уличного подростка от рук жестокого полицейского и решает как журналист вскрыть и запечатлеть всю подноготную социальной системы Монреаля, найти объяснения многочисленным суицидам среди молодёжи в своём городе. Фильм, основанный на реальных событиях, представляет собой попытку показать, что происходит с детьми и подростками, волею судьбы оказавшихся на улице и пытающихся выжить в этом страшном мире криминала и неприятия обществом.

## В ролях
- Элиас Котеас — Виктор Маларек
- Керри Кин — Клер
- Аль Ваксман — Штерн
- Дэниел Пилон — Макс Миддлтон
- Каиль Карн — Грей
- Клер Роджер — мама
- Брайан Дули — отец
- Витторио Росси — Маррони
- Майкл Сарразин — Муркрафт

## Награды и номинации
Список наград и номинаций приведён в соответствии с данными IMDb.

### Номинации
| Год  | Событие            | Номинация           | Номинант        |
| ---- | ------------------ | ------------------- | --------------- |
| 1989 | Кинопремия «Джини» | Лучшая режиссура    | Роджер Кардинал |
| 1989 | Кинопремия «Джини» | Лучшая мужская роль | Элиас Котеас    |